# コロンナーワ
コロンナーワ（英語: Kolonnawa）は、スリランカの西部州コロンボ県の都市である。スリランカ最大の都市コロンボの中心部から東に5kmほどの距離に位置しており、コロンボ郊外の一地域を構成している。2012年現在の人口は64,887人。